# Зенцовска, Дороти
Дороти Зенцовска или Дорота Зенцёвская (пол. Dorota Zięciowska, англ. Dorothy Zienciowska) —  польская и британская актриса театра, кино и телевидения, также актриса озвучивания Польши.

## Биография
Родилась 23 октября 1960 года  в Польше. Актёрское образование получила в Государственной высшей театральной школе в Кракове и в Лондонской академии музыкального и драматического искусства. Дебютировала в театре в 1982 г. в Лондоне. Выступает в спектаклях польского «театра телевидения» с 1992 г.

## Избранная фильмография
актриса
- 1982 — Лунное сияние / Moonlighting
- 1987 — Супермен 4: Борьба за мир / Superman 4: The Quest for Peace
- 1988 — Грозовой понедельник / Stormy Monday
- 1999 — Крюгерранды / Krugerandy
- 2000 — Большое животное / Duże zwierzę
- 2005 — Кароль. Человек, ставший Папой Римским / Karol, un uomo diventato Papa

польский дубляж
- Шрек 2 / Shrek 2
- Шрек Третий / Shrek the Third